# Philip Heintz
Philip Heintz (Mannheim, 21 febbraio 1991) è un ex nuotatore tedesco.

## Palmarès
- Mondiali in vasca corta

Windsor 2016: argento nei 200m misti.
- Europei

Berlino 2014: argento nei 200m misti.
Glasgow 2018: argento nei 200m misti e bronzo nella 4x100m misti.
- Europei in vasca corta:

Herning 2013: oro nei 200m misti.
Netanya 2015: argento nei 200m misti.
Copenaghen 2017: oro nei 200 m misti e argento nei 400m misti.
Glasgow 2019: bronzo nei 200m misti.
- Europei giovanili

Praga 2009: bronzo nei 100m farfalla e nella 4x100m sl.

## International Swimming League
| Stagione 2019   | Stagione 2020   | Stagione 2021 |
| --------------- | --------------- | ------------- |
| Aqua Centurions | Aqua Centurions | NY Breakers   |